# 下市磨崖仏
下市磨崖仏（しもいちまがいぶつ）は、大分県宇佐市安心院町下市にある室町時代前半の磨崖仏である。大分県の史跡に指定されている。

## 概説
下市百穴から続く岩壁に、不動明王を中央にして像高0.7 - 2mの10体の仏像が彫られている。像は半肉彫りとされていることから、室町時代前半の作であると考えられている。
地元では「安心院の七不思議」のひとつとされており、産後の母が不道明王像に粥を供えて、そのお下りを食べたところ、乳が出るようになったので、「乳不動」、「生不動」（生き不動）とも呼ばれている。

## 交通
- 東九州自動車道安心院ICから車で約10分[2]